# Пчелен восък
Пчелният восък е естествен восък, произвеждан от медоносните пчели от рода Apis.
Восъкът се образува на люспи от осем жлези в стомаха на пчелите работнички, които го изхвърлят в кошера. Работничките го събират и го използват, за да строят килийки за съхранение на мед и защита на ларвите в кошера. В химично отношение, пчелният восък е съставен от естери на мастни киселини и различни мастни алкохоли.
Пчелният восък се използва още от древността като пластификатор, смазващо и хидроизолиращо средство, за направата на отливки от метал и стъкло, като лак за дърво и кожа, за направата на свещи, като съставка в козметиката и в енкаустиката. Това е ядливо вещество с пренебрежимо малка токсичност, одобрено в повечето държави за консумация. В Европейския съюз има Е-номер E901.

## Производство
| Восъчна съставка         | Процент |
| Въглеводороди            | 14%     |
| Моноестери               | 35%     |
| Диестери                 | 14%     |
| Триестери                | 3%      |
| Хидрокси моноестери      | 4%      |
| Хидрокси полиестери      | 8%      |
| Киселинни естери         | 1%      |
| Киселинни полиестери     | 2%      |
| Свободни мастни киселини | 12%     |
| Свободни мастни алкохоли | 1%      |
| Неопределени             | 6%      |

| Най-големи производители на пчелен восък (2012 г., в тонове) | Най-големи производители на пчелен восък (2012 г., в тонове) |
| ------------------------------------------------------------ | ------------------------------------------------------------ |
| Индия                                                        | 23 000                                                       |
| Етиопия                                                      | 5000                                                         |
| Аржентина                                                    | 4700                                                         |
| Турция                                                       | 4235                                                         |
| Южна Корея                                                   | 3063                                                         |
| Източник: UN FAOSTAT                                         |                                                              |

Восъкът се създава в телата на пчелите работнички, които го изпускат от осем жлези в коремите си. Размерите на жлезите зависят от възрастта на пчелата, а след голям брой полети тези жлези постепенно започват да атрофират.
Новообразуваният восък първоначално е прозрачен и безцветен и става матов след сдъвкване и опрашване от работничките, ставайки все по-жълт или кафяв с въвеждането на поленови масла и прополис. Люспите на восъка са около 3 mm дълги и 0,1 mm дебели, като са нужни около 1100 за направата на един грам восък.
Медоносните пчели използват восъка за направата на килийки в пчелна пита, в която се отглеждат малките пчели и се съхраняват полени. За да отделят пчелите восък е нужно температурата в кошера да е 33 – 36 °C. Преди да започнат да произвеждат восък, пчелите се нуждаят от дървена платформа. След това те започват да натрупват восъка, който е повече, когато има и повече мед. Количеството мед, което се използва от пчелите за направата на восък може да варира в широки граници и не е точно определено.
Когато пчеларите извличат меда, те изрязват восъчното покритие на всяка пчелна пита. Цветът му варира от почти бял до кафеникав, като най-често е нюанс на жълтото, зависещ от чистотата, района и вида на околните цветя.

## Характеристики
Пчелният восък представлява смес от няколко химични съединения. Приблизителната му химична формула е C15H31COOC30H61. Пчелният восък бива два вида: европейски и ориенталски. Осапунителното число на пчелния восък е ниско (3 – 5) за европейския восък и високо (8 – 9) за ориенталския восък. Има относително ниска точка на топене – от 62 до 64 °C. Ако се нагрее до над 85 °C, настъпва обезцветяване. Точката му на възпламеняване е при 204,4 °C. При ниска температура пчелният восък е чуплив. При стайна температура е здрав, но се размеква при температура близка до тази на човешкото тяло.

## Употреба
Пчелен восък се използва дълги години за направата на свещи, тъй като гори чисто и плавно. Пречистеният восък се използва в изкуството като свързващо вещество в енкаустиката и като стабилизатор в маслените бои. В Източна Европа се използва при украсяване на великденски яйца. Перкусионистите използват восък като покритие върху тамбурините. Служи за направата на пастели.
В миналото восък се е използвал за запечатване на писма и поставяне на печат върху разтопения восък. От него са се правили фонографски цилиндри.
Пречистен и избелен пчелен восък се използва в хранителната промишленост, козметиката и фармацевтиката. Като хранителна добавка има Е-номер E901 и служи като глазиращ агент, защитаващ повърхността на някои плодове и предотвратяващ загубата на вода. В козметиката восък се използва за направата на балсами и гланцове за устни, лосиони, очни линии и сенки. Той е важна съставка и в някои продукти за коса.